# ألفرد هاريسون جوي
ألفرد هاريسون جوي (بالإنجليزية: Alfred Harrison Joy)‏ هو عالم فلك أمريكي، ولد في 23 سبتمبر 1882 في غرينفيل في الولايات المتحدة، وتوفي في 18 أبريل 1973 في باسادينا في الولايات المتحدة.

## وصلات خارجية
- ألفرد هاريسون جوي على موقع الموسوعة البريطانية (الإنجليزية)